# Krippenbach
Der Krippenbach (tschechisch Napajedla) ist ein linker Nebenfluss der Elbe in Sachsen.

## Name
Der Fluss wurde bereits um 1445 in der heutigen Schreibweise als dy Krippenbach erwähnt. Die Bezeichnung ist slawischen Ursprungs und wurde von dem an der Mündung liegenden slawischen Fischerweiler Krippen (erstmals 1379 erwähnt) auf den Fluss übertragen. Die Deutung des Namens ist nicht restlos geklärt. Er geht wahrscheinlich auf den slawischen Personennamen Krep (der Starke, der Mutige) zurück.

## Geographie

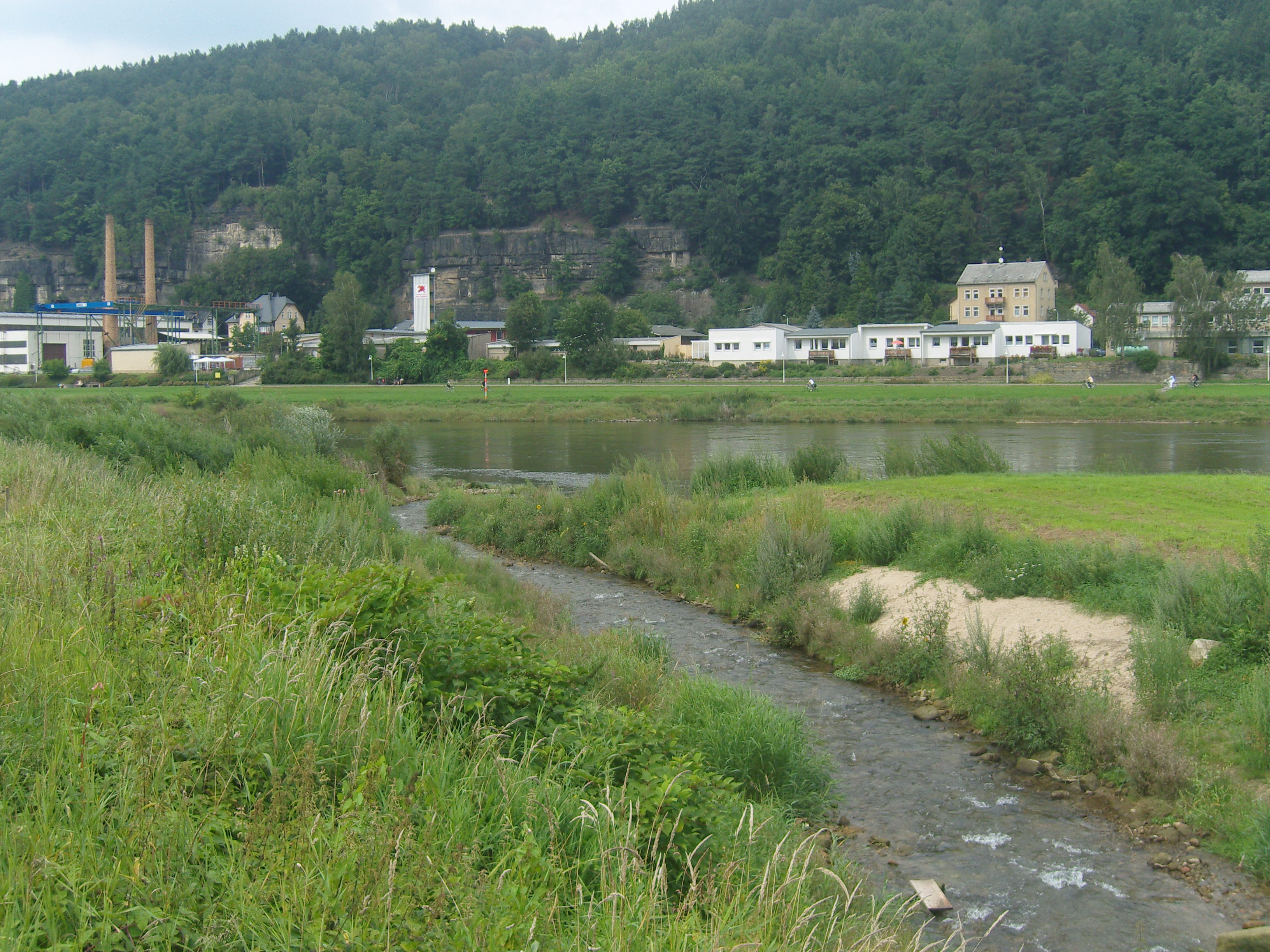
Mündung in die Elbe

Der Fluss entspringt in einem Waldgebiet der Böhmischen Schweiz westlich des Dorfes Maxičky (Maxdorf) bei Děčín auf einer Höhe von knapp 450 Metern. In nördliche Richtung fließend hat sich der Krippenbach über nahezu den gesamten Verlauf als Engtal in die Sandsteinschichten des Elbsandsteingebirges eingeschnitten. Die enge Talsohle ließ mit Ausnahme einiger Mühlen die Anlage von Siedlungen nicht zu. Erst im Bereich zwischen der Mündung des Liethenbaches und der Flussmündung in die Elbe weitet sich der Talgrund leicht auf. Hier befindet sich der Großteil der Bebauung von Krippen.

## Wirtschaftliche Nutzung
Die Wasserkraft des Krippenbachs wurde in den vergangenen Jahrhunderten von sieben Mühlen und zwei Hammerwerken genutzt. Bereits 1474 wird in Krippen ein moller (Müller) erstmals urkundlich erwähnt. Beginnend von der Quelle an befanden sich folgende Mühlen am Flusslauf:

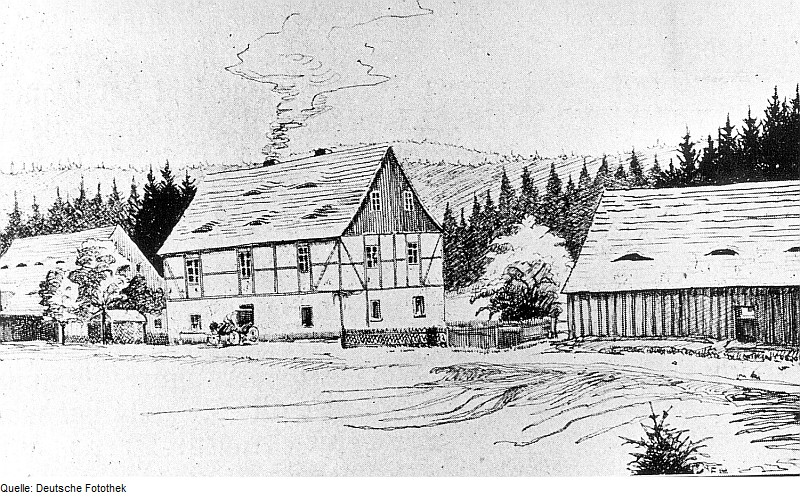
Königsmühle mit Schneidemühle

- Königsmühle (Böhmen): Die Mühle wurde bereits von Matthias Oeder auf den Karten der Ersten Kursächsischen Landesaufnahme (1586–1633) als Brettmühle verzeichnet. Als Brettsäge bestand die Mühle mindestens seit 1577. Erbaut wurde sie wahrscheinlich durch Mitglieder der Familie von Bünau, die 1534 die Herrschaft Tetschen (Děčín) übernahmen. Die Schneidemühle arbeitete bis 1872, wurde dann stillgelegt und 1894 abgebrochen. Bereits Anfang des 19. Jahrhunderts wurde das Anwesen um ein Waldhegerhaus erweitert, welches um 1900 auch als Gaststätte diente. Nach dem Zweiten Weltkrieg wurden die Besitzer vertrieben; heute sind von der Mühle nur noch Reste der Grundmauern erkennbar.
- Forstmühle: Die Mühle wurde 1635/36 von Oberforstmeister Christoph von Liebenau als Mahl- und Brettmühle errichtet.
- Rölligmühle: Die Rölligmühle wurde erstmals 1561 urkundlich erwähnt. 1584 gelangte sie in die Hände des böhmischen Exulanten Peter Röllig und verblieb bis 1969 im Familienbesitz. Die ursprüngliche Mahlmühle wurde 1812 durch Brett-, Graupen-, Loh- und Ölschneidegänge erweitert. Für eine bessere Anbindung ließ der damalige Müller Christian Gottfried Röllig die erste Talstraße im Krippengrund errichten. Seit den 1870er Jahren wurde auch ein Schank- und Gastbetrieb aufgenommen. Die alten baufälligen Mühlengebäude riss man 1904 weitgehend ab, wobei die Gaststätte und das Wasserrad aber erhalten blieben. Die anschließend neu errichtete Mahlmühle war bis 1969 in Betrieb. Bis 1991 wurde die Rölligmühle noch als Betriebsferienheim genutzt.
- Schinkemühle (Krippen): Die Schinkemühle wurde um 1813 als Mahl- und Lohmühle erbaut und später als Lohnstampfe (Gerberlohe) genutzt und um ein Sägewerk erweitert. Als letzte Krippener Mühle wurde die Anlage 1973 stillgelegt.
- Grundmühle (Krippen): Die 1474 erstmals genannte Mühle befand sich an der Mündung des Liethenbaches in den Krippenbach. Die Mahl- und Schneidemühle wurde um 1800 in ein Sandsteinsägewerk umgebaut, welches bis zum Ersten Weltkrieg in Betrieb war. Die Anlage nutzte zusätzlich zum Wasser des Krippenbaches das Wasser des Liethenbaches, welches über ein Aquädukt über die Talstraße zum Wasserrad geleitet wurde. Zu DDR-Zeiten dienten die Gebäude als Erholungsheim des Chemiekombinats Bitterfeld. Heute wird die Mühle als Hotel genutzt.
- Mittelmühle (Krippen): Die Mittelmühle war der ehemalige Arbeitsplatz von Friedrich Gottlob Keller, der 1864 hier als Furnierschneider wirkte.
- Vordermühle/Hofemühle (Krippen): Die Mühle wurde bereits 1548 urkundlich erwähnt und verarbeitete Getreide und Holz aus Böhmen. Sie wurde 1947 stillgelegt.

Neben den Mühlen arbeiteten im Tal des Krippenbaches auch zwei kleine Hammerwerke, die gering mächtige Brauneisensteinvorkommen aus dem Umfeld von Kleingießhübel verarbeiteten. Über die Geschichte des Stoltzen Hammer (1379 [?] bis nach 1548) und des Neuen Hammer (vor 1400 bis nach 1548) sind nur sehr wenige Fakten bekannt.
Neben den Mühlen und Hammerwerken waren ehemals auch die Fischvorkommen des Krippenbaches wirtschaftlich bedeutsam. Eine Fischereiordnung existierte für den Fluss bereits 1575. Gefangen wurden vor allem Bachforellen und Krebse.

## Verkehrliche Erschließung des Tales
Nach dem Ausbau der Rölligmühle (1812) ließ der damalige Besitzer Christian Gottfried Röllig zur besseren Erschließung 1813/14 die Krippengrundstraße von Krippen bis zur Mühle errichten. Die Baukosten der Straße, die eine der ersten Talstraßen im Elbsandsteingebirge war, beliefen sich auf 1.500 Taler. Der neue Weg lag aber abschnittsweise nur 50 cm höher als der Krippenbach und war deshalb bei Hochwasser rasch überflutet, verschlammt und unpassierbar. 1884 erfolgte deshalb ein Ausbau, der mit einer Höherlegung verbunden war. Heute ist die Talstraße Teil der Staatsstraße S 169 Bad Schandau – Krippen – Cunnersdorf. Sie erschließt das Tal bis zur Forstmühle.

## Hochwasser
Das Tal des Krippenbaches war in der Vergangenheit wiederholt von teils schweren Hochwassern betroffen. Diese entstanden entweder nach Starkregen im Quellgebiet oder infolge des Rückstaus von Hochwassern der Elbe in das Seitental. Die Schäden waren selbst bei kleineren Überflutungen beträchtlich, da das enge Tal aufgrund seiner Topographie über keinerlei Retentionsräume verfügt. Der Bau der Elbtalbahn (1848/51) verschärfte die Situation, da der Bahndamm nur wenige Durchlässe zur Elbe bildet und im Falle eines Hochwassers ein rasches Ablaufen der Wassermassen verhindert.
In der jüngeren Vergangenheit blieben vor allem die Fluten von 1897, 1958, 2002, 2006 und 2010 als besonders verheerend in Erinnerung. Starkniederschläge verwandelten den Krippenbach am 30. Juli 1897 binnen kurzer Zeit in einen reißenden Strom, der die Talstraße, die Mühle und zahlreiche Häuser beschädigte. Ein Mann kam in den Wassermassen ums Leben, seine Leiche konnte erst in Söbrigen aus der Elbe geborgen werden. Am 8. September 1958 verursachte ein Starkniederschlag im Gebiet der Zschirnsteine ein Hochwasser, das in Krippen 16 Brücken und Stege zerstörte. Die Sommerhochwasser der Jahre 2002 und 2006 setzte etliche der im unteren Krippengrund befindlichen Häuser tagelang unter Wasser. Am 7. August 2010 kam es erneut zu einem Hochwasser, das eine Brücke zerstörte und am Bachbett und weiteren Brücken Schäden hinterließ, wegen des geringen Hochwasserstandes der Elbe kam es jedoch zu keinem größeren Rückstau.